# Ступки (Миргородский район)
Ступки (укр. Ступки) — село,
Камышнянский поселковый совет,
Миргородский район,
Полтавская область,
Украина.
Код КОАТУУ — 5323255406. Население по переписи 2001 года составляло 11 человек.

## Географическое положение
Село Ступки примыкает к селу Шульги.
По селу протекает пересыхающий ручей с запрудой.